# Campionati sudcoreani di ski cross 2025
I Campionati sudcoreani di ski cross 2025 si sono svolti a Bongpyeong il 28 febbraio. Il programma ha incluso sia la gara femminile che la gara maschile.
Trattandosi di competizioni valide anche ai fini del punteggio FIS, vi hanno partecipato anche sciatori di altre federazioni, senza che questo consentisse loro di concorrere al titolo nazionale sudcoreano.

## Risultati

### Uomini
| Pos. | Atleta        | Nazione       |
| ---- | ------------- | ------------- |
| 1    | Lee Si Hu     | Corea del Sud |
| 2    | Kim Donghyeon | Corea del Sud |
| 3    | Jo Hyun Seo   | Corea del Sud |
| 4    | Ko Taeho      | Corea del Sud |

### Donne
| Pos. | Atleta         | Nazione       |
| ---- | -------------- | ------------- |
| 1    | Letitia Murphy | Australia     |
| 2    | Yoo Seoyeon    | Corea del Sud |
| 3    | Cho Seoyoung   | Corea del Sud |
| 4    | Kim Sodam      | Corea del Sud |